# 레코드 비즈니스
레코드 비즈니스(영어: Record Business)는 1978년부터 1983년까지 발행된 영국의 음악 산업 업계지이다. 레코드 비즈니스 퍼블리케이션스 리미티드가 출판했다.

## 역사
레코드 비즈니스는 1978년 3월 20일 영국 음반 산업을 다루는 주간 업계지 뮤직 위크의 라이벌로서 창간되었다. 전 뮤직 위크의 편집자였던 브라이언 멀리건이 설립했으며, 영국 인쇄 회사인 개러드 앤드 로프트하우스의 대표 노먼 개러드의 지원을 받았다. 1977년 11월 초 레코드 딜러(Record Dealer)라는 이름의 새 업계지가 발간될 것이라는 발표가 이루어졌지만, 멀리건은 1978년 1월까지 뮤직 위크에 있었다.
레코드 비즈니스는 영국 시장 조사국(BMRB)과 갤럽(라디오 & 레코드 뉴스)이 발표하는 싱글 차트에 필적하는 자체 톱 100 싱글 차트를 집계했다. 레코드 비즈니스는 상위 100위 곡을 판매량과 에어플레이 데이터를 사용하고, 상위 30위는 350곳의 매장에서 확보한 판매량을 통해 차트를 집계했다. 레코드 비즈니스 및 라디오 & 레코드 뉴스 차트의 등장으로 BMRB는 1978년 5월, 50위까지만 집계하던 싱글 차트를 75위까지 늘렸다.
레코드 비즈니스는 1978년 7월 31일부터 101위에서부터 120위까지 "원스 투 워치" 차트로 묶어서 발행했고, 1981년 2월 9일자부터 130위까지, 다시 1982년 2월 1일자부터는 150위까지 싱글 차트를 확장했다.
또한 레코드 비즈니스는 영국에서 처음으로 "라디오 활동에 대한 적절한 평가"를 제공하는 에어플레이 가이드 차트를 집계했다. 다른 차트로는 1978년 6월에 도입된 상위 60위 음반 차트와 1978년 10월부터 집계를 시작한 디스코 차트가 있는데, 특히 디스코 차트는 당시 영국 유일의 판매 기반 디스코 차트였다. 1981년 1월, 레코드 비즈니스는 배리 라젤이 집계한 최초의 영국 인디펜던트 싱글 차트와 음반 차트를 발표하기 시작했다.
레코드 비즈니스는 1983년 2월 14일 마지막 호를 발행하고 뮤직 위크에 흡수됐다.